# Astragalus rechingeri
Astragalus rechingeri är en ärtväxtart som beskrevs av Sirj. Astragalus rechingeri ingår i släktet vedlar, och familjen ärtväxter. Inga underarter finns listade i Catalogue of Life.